# Nieruchomość lokalowa
Nieruchomość lokalowa, lokal wyodrębniony – nieruchomość, która została wyodrębniona z nieruchomości macierzystej (gruntowej lub budynkowej), w celu ustanowienia odrębnej własności lokalu. Nieruchomościami lokalowymi są części budynków, jeżeli na mocy przepisów szczególnych stanowią odrębny od gruntu przedmiot własności.

## Źródła prawne
Możliwość wydzielenia nieruchomości lokalowej konstytuuje kodeks cywilny w art. 46 § 1 kc, który mówi, iż nieruchomością może być także m.in. część budynku, jeżeli na mocy przepisów szczególnych stanowi odrębny od gruntu przedmiot własności. W tym przypadku takimi przepisami szczególnymi jest ustawa o własności lokali. W art. 2 ust. 1 uwl ustawodawca zdecydował, że odrębną nieruchomością lokalową może być tylko samodzielny lokal mieszkalny lub lokal o innym przeznaczeniu. Oznacza to, iż lokal musi spełniać odpowiednie wymogi samodzielności, potwierdzone przez odpowiedni organ administracji publicznej (starostę albo prezydenta miasta na prawach powiatu) zaświadczeniem o samodzielności lokalu (art. 2 ust. 3 uwl).

## Wymagania samodzielności lokalu
Wymogi stawiane samodzielnemu lokalowi (w rozumieniu ustawy o własności lokali), zdefiniowane są w art. 2 ust. 2 uwl, który określa, że samodzielny lokal musi spełniać następujące wymogi:
- lokal składa się z izby lub zespołu izb położonych w obrębie budynku
- wydzielony musi zostać trwałymi ścianami
- pomieszczenia wchodzące w skład lokalu muszą spełniać wymogi dla pomieszczeń przeznaczonych na stały pobyt ludzi (według odrębnych przepisów)
- pomieszczenia wchodzące w skład lokalu wraz z ewentualnymi pomieszczeniami pomocniczymi muszą służyć zaspokajaniu określonych potrzeb:
  - mieszkaniowych,
  - innych niż mieszkaniowe.

Wyodrębnienie lokalu wybudowanego po 1994 r. może nastąpić, jeśli jest zgodne z miejscowym planem zagospodarowania przestrzennego albo decyzją o warunkach zabudowy oraz z pozwoleniem na budowę, albo zgłoszeniem i pozwoleniem na użytkowanie, albo zawiadomieniem o ukończeniu budowy (art. 2 ust. 1a i 1b uwl). W budynku mieszkalnym jednorodzinnym wybudowanym po 10 lipca 2003 r. można wyodrębnić co najwyżej 2 lokale (art. 2 ust. 1c uwl).
Ustawodawca dopuszcza również możliwość, aby do lokalu przynależały (jako części składowe lokalu), pomieszczenia przynależne położone poza lokalem lub nawet poza budynkiem. Jedynym warunkiem jest, aby takie pomieszczenie przynależne znajdowało się w granicach nieruchomości (gruntowej, na której położony jest samodzielny lokal) (art. 2 ust. 4 uwl).

## Samodzielne lokale
Samodzielny lokal położony jest na określonej nieruchomości, stanowiącej nieruchomość wspólną (art. 3 uwl). Do lokalu przypisany jest udział w nieruchomości wspólnej. Współwłasność nieruchomości wspólnej jest prawem związanym z prawem własności nieruchomości lokalowej i nie może być zniesiona (art. 3 ust. 1 uwl).

### Lokale mieszkalne
Najbardziej rozpowszechnionymi nieruchomościami lokalowymi są mieszkania. Lokale takie muszą spełniać oczywiście wszystkie wymogi stawiane przez przepisy odrębne dla mieszkań, co w praktyce oznacza, że często mieszkania w starych budynkach, mimo że użytkowane od lat do chwili obecnej jako mieszkania, nie spełniają już obecnie obowiązujących kryteriów i nie mogą zostać z tego powodu wydzielone jako nieruchomości lokalowe, bez znacznych nakładów inwestycyjnych na przebudowę.
Do mieszkań najczęściej przynależy komórka lokatorska. Mogą również przynależeć inne pomieszczenia jak garaż czy strych.

### Lokale użytkowe
W budynkach często obok mieszkań mogą występować lokale użytkowe, przeznaczone pod określoną działalność usługową, handlową, bankową itp. Takie lokale również mogą zostać wydzielone jako nieruchomość lokalowa. To, jaka działalność może być prowadzona w takim samodzielnym lokalu, decyduje jego przeznaczenie ustalone według przepisów odrębnych. W Polsce nie można samowolnie zmienić sposobu użytkowania lokalu i przekształcić go np. w gospodarstwo domowe. Niezgodne z przeznaczeniem użytkowanie lokalu może zostać uznane przez nadzór budowlany za samowolę budowlaną. Grozi za to do 2 000 zł grzywny.

### Garaże
Garaże mogą w nieruchomości być:
- częścią nieruchomości wspólnej (które sposób i zasady użytkowania winni określić właściciele w umowie bądź uchwale)
- pomieszczeniem przynależnym do innego, samodzielnego lokalu jak np. mieszkania czy lokalu użytkowego
- samodzielnym lokalem (a więc odrębną nieruchomością lokalową), przeznaczoną na inne cele niż mieszkalne (garaż).

W tym ostatnim przypadku, w zależności od przyjętych rozwiązań architektonicznych, garaż może być jedno- lub wielostanowiskowy. W przypadku garażu wielostanowiskowego, tzn. z wieloma miejscami postojowymi, które mają odrębnych nabywców, taka nieruchomość lokalowa nabywana jest na zasadach współwłasności regulowanej przepisami kodeksu cywilnego. Nabywca kupuje udział w nieruchomości lokalowej z prawem do korzystania z określonego miejsca postojowego. Dla takiego garażu wielostanowiskowego zakładana jest jedna księga wieczysta. Poszczególni współwłaściciele mają w takiej księdze wpisany określony udział w nieruchomości lokalowej – garażu. Miejsce postojowe nie może stanowić odrębnej własności, gdyż nie spełnia wymagań samodzielności lokalu (np. nie jest wydzielone trwałymi ścianami).

### Inne
Ustawodawca nie ogranicza przyznania atrybutu samodzielności lokalu i wyodrębnienia nieruchomości lokalowej tylko do zamkniętej listy, np. ww. najczęściej spotykanych nieruchomości lokalowych. Oznacza to możliwość tworzenia lokali użytkowych także o innym przeznaczeniu, ograniczenia w definicjach samodzielnych lokali natomiast wynikać mogą z innych przepisów, np. w sprawie warunków technicznych, jakim powinny odpowiadać budynki i ich usytuowanie, w których np. pomieszczenie gospodarcze jest definiowane jako pomieszczenie o określonym przeznaczeniu położone poza lokalem, co wyklucza kreowanie samodzielnych lokali tego typu.

## Ustanowienie odrębności lokalu
Odrębna własność lokali może być dokonywana:
- dla wszystkich lokali w nieruchomości, jedną czynnością prawną,
- sukcesywnie, dla kolejnych lokali.

Ustanowienie odrębności lokalu (art. 7 ust. 1 uwl), następuje w drodze
- umowy lub
- jednostronnej czynności właściciela, ewentualnie
- orzeczenia sądu
- umowa zobowiązująca właściciela gruntu do wybudowania na tym gruncie domu oraz ustanowienie odrębnej własności lokalu i przeniesienie tego prawa na drugą stronę umowy.

Jednocześnie wymagane jest (dla umowy lub czynności właściciela) zachowanie formy aktu notarialnego (art. 7 ust. 2 uwl). Do powstania nieruchomości lokalowej wymagany jest wpis do księgi wieczystej (wpis konstytutywny). Dla tak wydzielonego lokalu zakładana jest odrębna księga wieczysta.